# Mikołaj Zebrzydowski

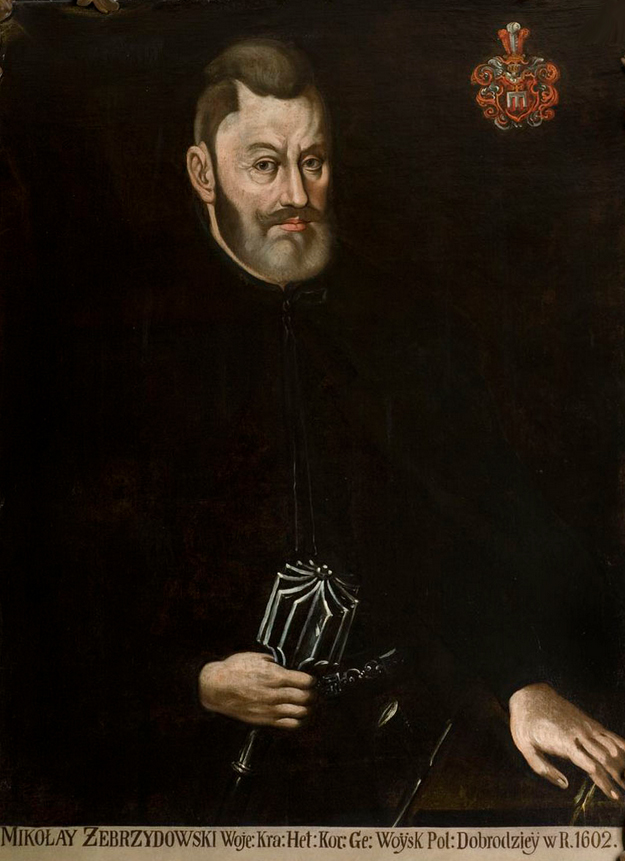
Mikołaj Zebrzydowski

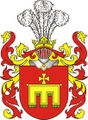
Das Wappen der Radwans

Mikołaj Zebrzydowski (* 1553 in Krakau; † 17. Juni 1620 in Kalwaria Zebrzydowska) war ein polnischer Adliger, Woiwode von Krakau, Herzog von Label und zuletzt auch von Krakau.

## Leben
Mikołaj Zebrzydowski besuchte von 1560 bis 1569 das Lyceum Hosianum in Braunsberg. Von 1553 bis 1620 war er Radwan, bis 1589 Woiwode von Lublin und von 1596 bis 1600 Hofmarschall des Königs und bis 1601 Woiwode von Krakau. Er nahm am Krieg des Stephan Báthory und seines Kanzlers Jan Zamoyski gegen Moskau teil. Ihm wurden gute Kontakte zum Vatikan nachgesagt. Anfangs unterstützte er König Sigismund III. Wasa (während dessen Interregnum). Später wurde er immer unzufriedener mit dessen Bemühungen, die zentrale königliche Macht zu stärken und die Bestrebungen des polnischen Adels (Szlachta) zu schwächen. Im Jahre 1606 organisierte er die sogenannte Zebrzydowski-Rebellion. 1607 unterlag er den königlichen Truppen in der Schlacht von Guzów. Fortan unterstützte er den Aufbau des Ortes Kalwaria Zebrzydowska. Er entsandte einen seiner Hofbeamten nach Jerusalem, um dort die Plane der Erlöserkirche zu kopieren, und ließ nach dessen Rückkehr in den Jahren 1600 bis 1601 eine Kirche nach diesem Grundriss errichten.
Zebrzydowski besaß neben einer historischen Schlossanlage, die Kasimir der Große hatte errichten lassen, ein Jagdschloss. Er lebte mit seiner Gemahlin Dorothea (geb. Herburt) in der großen Schlossanlage. Sie bat ihn eines Abends nach dem Abendgebet: „Gut wäre es, wenn Euer Gnaden dort in Zebrzydovice aus dem Jagdschloss ein Hospital für arme Kranke errichten wollten.“ Diesem Wunsch kam er nach und gründete dort 1599 ein Krankenhaus, dass er 1611 dem Orden der Barmherzigen Brüder übergab. Dort sollten die Brüder das bestehende Hospital weiterführen, in dem verwundete Soldaten behandelt wurden. Der erste Prior dieser Einrichtung war Melchior Bonaventura, der weitere Mitglieder der Bruderschaft aus Krakau holte. Dem Orden wurden durch das Krakauer Consistorialdecret am 11. Februar 1611 alle Besitztümer, Rechte und Pflichten übermittelt.
Das Lebensende verbrachte Zebrzydowski im Franziskanerkloster. Nach seinem Tod ließ sein Sohn Johann Zebrzydowski alle noch im Bau befindlichen Gebäude der Klosteranlage fertigstellen. Später wurden sie durch Michael Zebrzydowski, der ebenfalls Woiwode von Krakau wurde, verschönert. Für seinen Bruder den Bischof Andreas Zebrzydowski († 1560) wurde in der sogenannten Zebrzydowskischen Kapelle (Kapelle des Heiligen Kosmas und Damian) ein Epitaph und für Nicolaus, Kaspar, Stanislaus und Peter Zebrzydowski ein Denkmal errichtet.

## Rezeption
- Der Dramaturg Ludwik Orpiszewski (1810–1875) schuf ein Schauspiel in 5 Aufzügen mit dem Titel Mikołaj Zebrzydowski, deutsch Nicolaus Zebrzydowski, das 1882 in Posen veröffentlicht wurde.[6]